# Chevenon
Chevenon ist eine Gemeinde mit 632 Einwohnern (Stand: 1. Januar 2022) in Zentralfrankreich im Département Nièvre in der Region Bourgogne-Franche-Comté. Chevenon gehört zum Arrondissement Nevers und zum Kanton Saint-Pierre-le-Moûtier (bis 2015: Kanton Imphy).

## Geografie
Chevenon liegt etwa neun Kilometer südsüdöstlich von Nevers an der Loire und ihrem Zufluss Colâtre. Umgeben wird Chevenon von den Nachbargemeinden Sermoise-sur-Loire im Norden und Nordwesten, Saint-Éloi im Norden, Sauvigny-les-Bois im Nordosten, Imphy im Osten, Luthenay-Uxeloup im Südosten, Saint-Parize-le-Châtel im Süden und Südwesten sowie Magny-Cours im Westen und Südwesten.

## Geschichte
Im Jahr 1834 wurde die zuvor selbständige Gemeinde Jaugeney zu Chevenon eingemeindet.

## Bevölkerungsentwicklung
| Jahr                       | 1962 | 1968 | 1975 | 1982 | 1990 | 1999 | 2006 | 2013 |
| Einwohner                  | 602  | 757  | 671  | 643  | 715  | 662  | 623  | 592  |
| Quellen: Cassini und INSEE |      |      |      |      |      |      |      |      |

## Sehenswürdigkeiten
- Kirche Saint-Martin, im 12. Jahrhundert erbaut, Umbauten aus dem 13. und 15. Jahrhundert
- Kirche Saint-Étienne in Jaugenay, im 12. Jahrhundert erbaut
- Burg Chevenon, Ende des 14. Jahrhunderts erbaut, Monument historique
- Wallburg
- Waschhaus

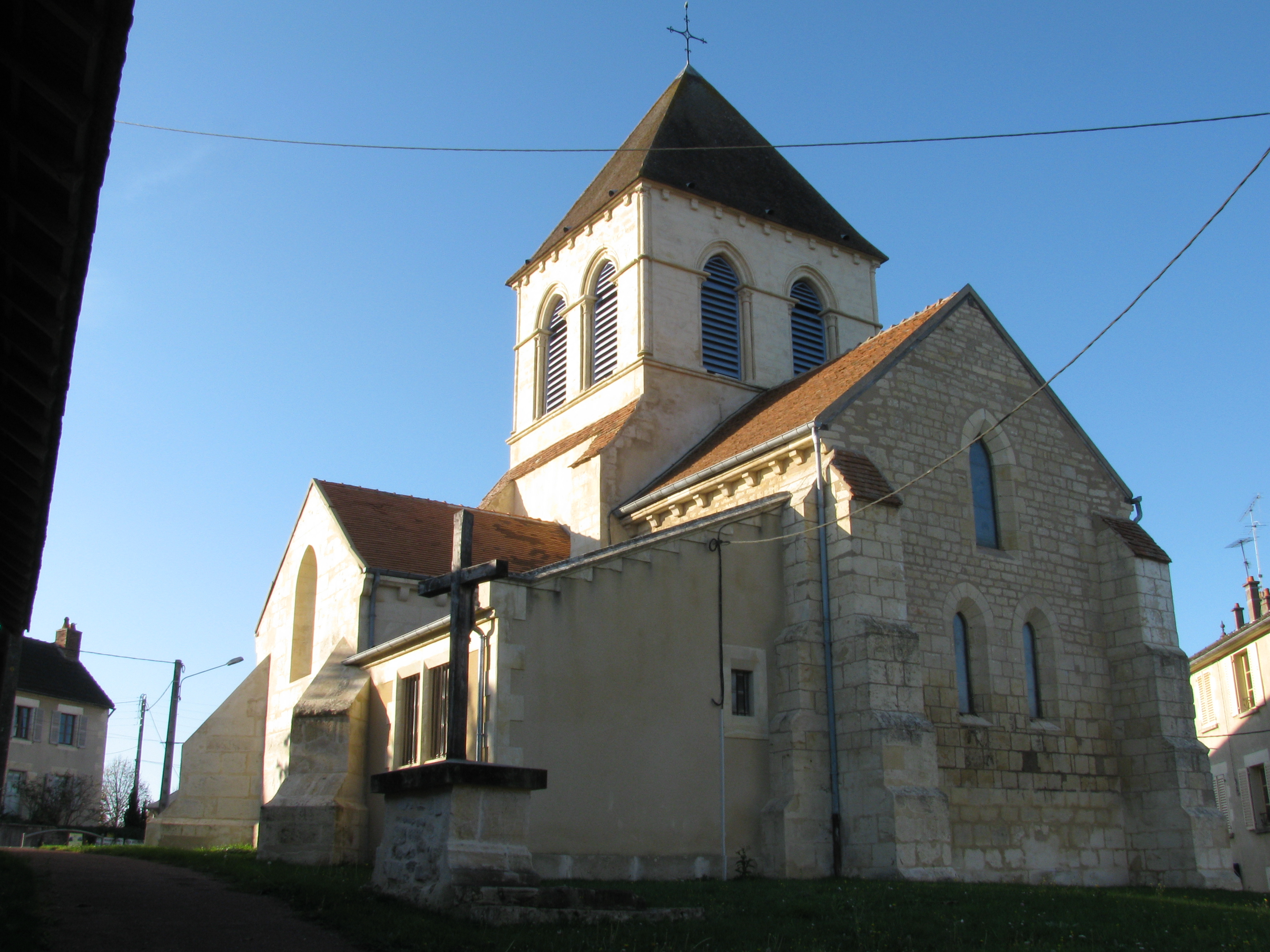
Kirche Saint-Martin
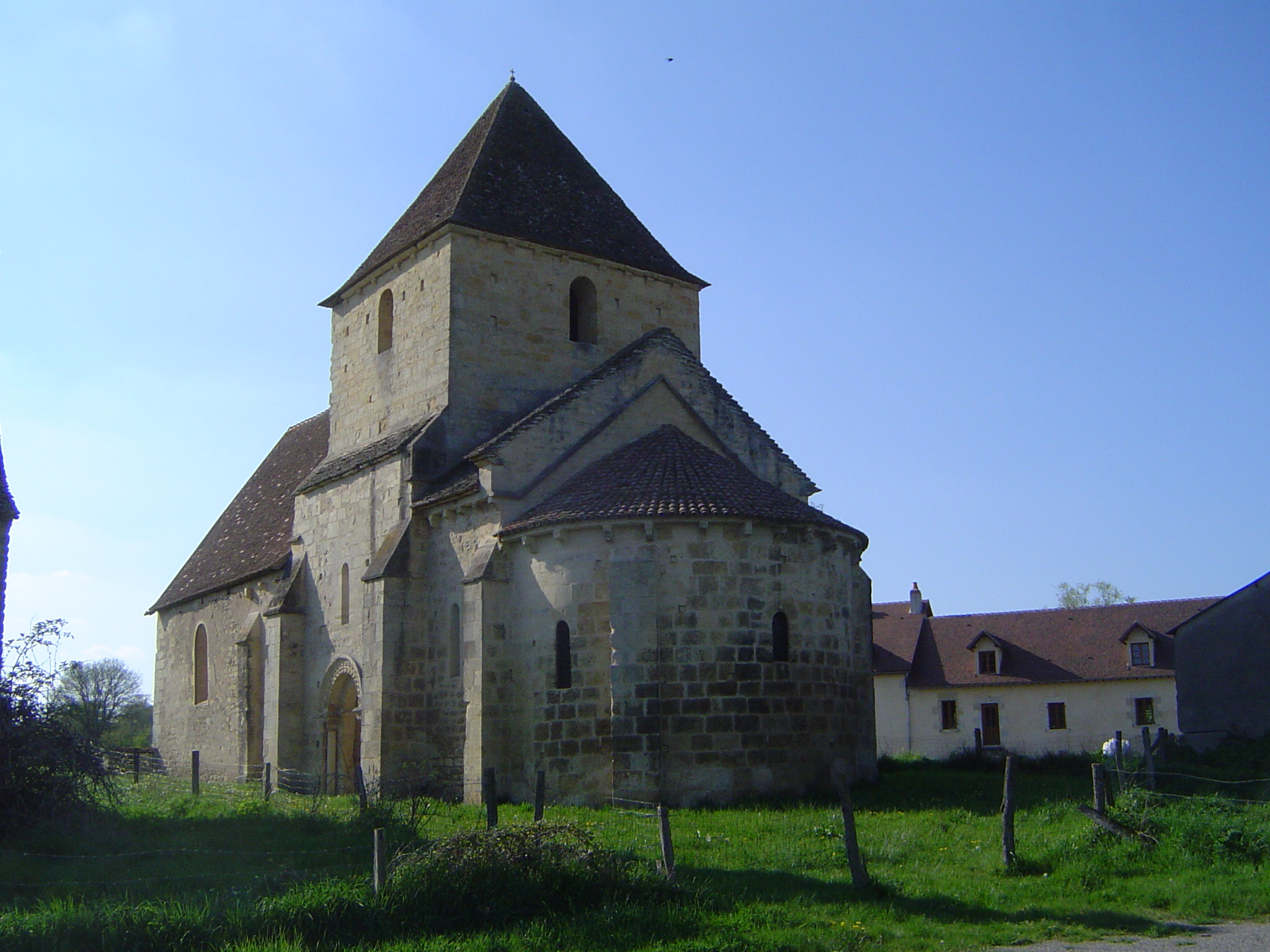
Kirche Saint-Étienne
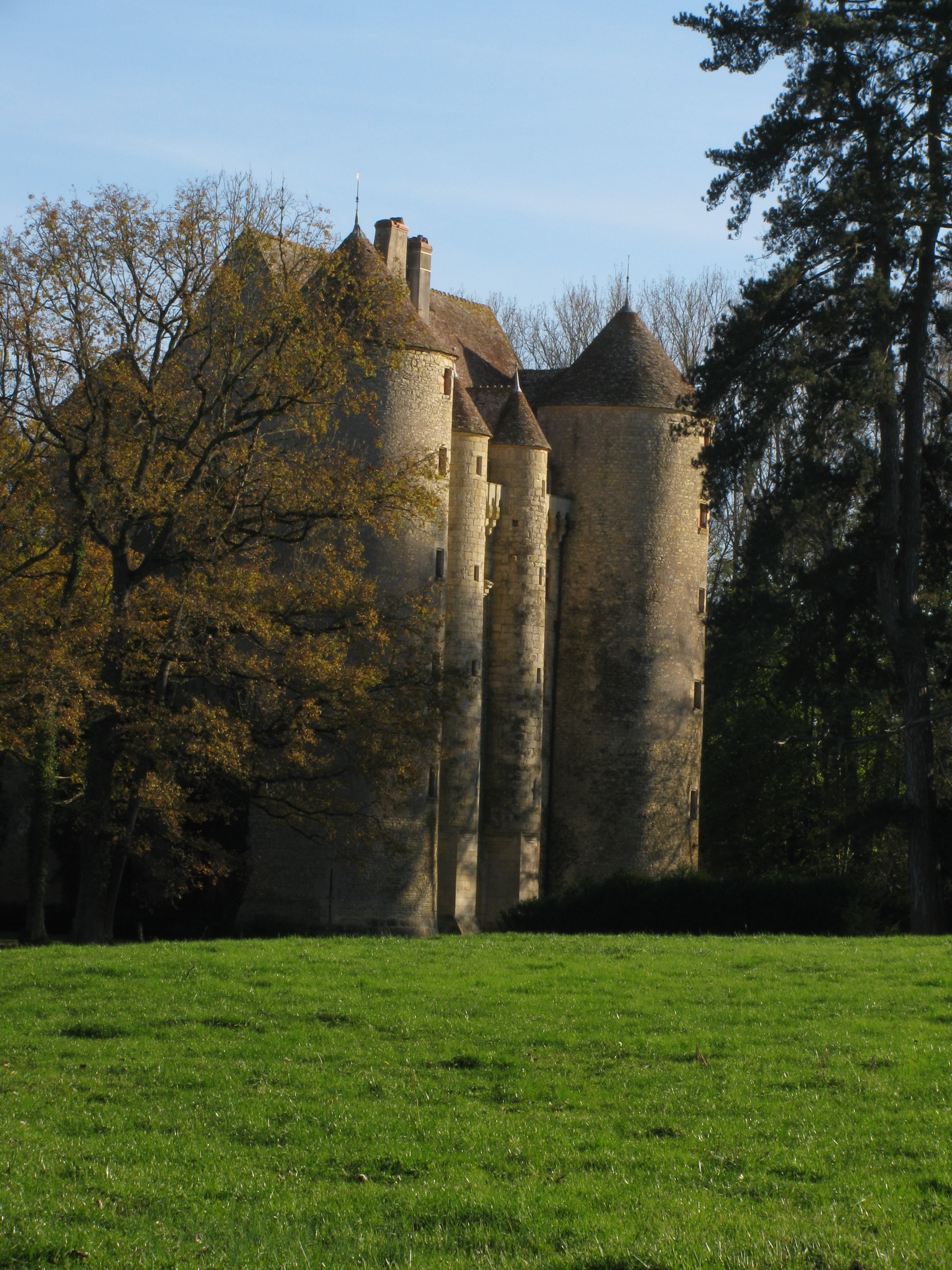
Burg Chevenon